# Pischertshofen
Pischertshofen ist ein Gemeindeteil der Gemeinde Egenhofen im oberbayerischen Landkreis Fürstenfeldbruck.

## Geografie
Das Dorf schließt sich östlich an die Bebauung von Aufkirchen an. Der Ort ist über die Kreisstraße FFB 1 zu erreichen.

## Geschichte
Im Jahr 1098 wird Pischertshofen als „Pischoffeshouen“ genannt. Der Name rührt davon, dass der Ort die Wirtschaftshöfe des Bischofs von Freising waren.
Bis 1848 besitzen das Kloster Dietramszell, das Heilig-Geist-Spital München und die Hofmark Spielberg Grundherrschaften in Rammertshofen.
Am 1. Mai 1978 wurde Pischertshofen als Ortsteil der ehemals selbständigen Gemeinde Aufkirchen nach Egenhofen eingegliedert.